# 나상기 (건축가)
나상기(1927년 5월 5일 - 1989년 4월 27일)는 대한민국의 건축가이자 대학 교수이다.평안남도 성천 출생, 평양공립공업학교, 평양공업대학(정인국 사사) 홍익대학교 교수로 재직하였고 1984년 한국건축가협회회장이 되었다. 부산타워를 설계하였으며 서울대공원, 어린이대공원 설계에도 참여하였다.